# Miniar
Miniar - Миньяр (rus) és una ciutat de l'óblast de Txeliàbinsk, a Rússia.

## Geografia
Miniar es troba a la vall del riu Sim, a la seva confluència amb el riu Miniar, a 370 km a l'oest de Txeliàbinsk.

## Història
La vila fou fundada el 1771. Aconseguí l'estatus de possiólok (poble) el 1928 i el de ciutat el 14 de maig de 1943.